# Harris (Missouri)
Harris és una població dels Estats Units a l'estat de Missouri. Segons el cens del 2000 tenia 105 habitants.

## Demografia
Segons el cens del 2000, Harris tenia 105 habitants, 44 habitatges, i 28 famílies. La densitat de població era de 253,4 habitants per km².
Dels 44 habitatges en un 36,4% hi vivien nens de menys de 18 anys, en un 40,9% hi vivien parelles casades, en un 20,5% dones solteres, i en un 34,1% no eren unitats familiars. En el 34,1% dels habitatges hi vivien persones soles el 18,2% de les quals corresponia a persones de 65 anys o més que vivien soles. El nombre mitjà de persones vivint en cada habitatge era de 2,39 i el nombre mitjà de persones que vivien en cada família era de 3.
Per edats la població es repartia de la següent manera: un 33,3% tenia menys de 18 anys, un 7,6% entre 18 i 24, un 26,7% entre 25 i 44, un 10,5% de 45 a 60 i un 21,9% 65 anys o més.
L'edat mediana era de 33 anys. Per cada 100 dones de 18 o més anys hi havia 94,4 homes.
La renda mediana per habitatge era de 20.500 $ i la renda mediana per família de 28.438 $. Els homes tenien una renda mediana de 25.625 $ mentre que les dones 13.750 $. La renda per capita de la població era de 7.952 $. Entorn del 20% de les famílies i el 15,9% de la població estaven per davall del llindar de pobresa.

## Poblacions més properes
El següent diagrama mostra les poblacions més properes.